# Metropolia Owerri
Metropolia Owerri – jedna z 9 metropolii kościoła rzymskokatolickiego w Nigerii. Została ustanowiona 26 marca 1994.

## Diecezje
- Archidiecezja Owerri
  - Diecezja Aba
  - Diecezja Ahiara
  - Diecezja Okigwe
  - Diecezja Orlu
  - Diecezja Umuahia

## Metropolici
- Anthony Obinna (od 1994)